# Pilar Ávila
Pilar Ávila Mora (Villaminaya) es una actriz y dramaturga española. Ha interpretado y escrito obras en torno a la casa de Bernarda Alba de Federico García Lorca como la obra Bernarda y Poncia.

## Trayectoria
Ávila inició su formación en la escuela de actores Fernando de Rojas. Continuó su formación con Manuel Galiana, Begoña Valle y John Strasberg.
Ávila  colabora con la compañía Martes Teatro, una compañía de repertorio dirigida por Manuel Galiana, actor y director premiado con la medalla de Oro al mérito en las Bellas Artes. La compañía tiene su sede en Madrid, en Estudio 2, una sala con representaciones de teatro donde programan obras para todos los públicos. Ávila protagonizó en 2017 una de las numerosas versiones de la obra de Federico García Lorca, La casa de Bernarda Alba. Citar entre las obras teatrales en las que ha intervenido como actriz, Julieta condenada, Baile de huesos, Otoño en familia, La extraña pareja (obra de teatro), y Clara sin burla.
En 2017 interpretó la obra de Elena Belmonte, Baile de huesos, en la que Manuel Galiana dirigió y actuó como la muerte, en el Teatro Lara.
Ávila es autora de la obra Bernarda y Poncia (Silencio, nadie diga nada), en la que retoma el personaje de Federico García Lorca, Bernarda, para proseguir los diálogos pendientes de la casa de Bernarda Alba con una conversación que retoma la literatura universal española, en el nombre y el formato de los monólogos de cinco horas con Mario de Miguel Delibes, el drama se hace teatro literario. En julio de 2021 esta obra se representó en el teatro Lara contando también con Ávila en el papel de Bernarda y con Pilar Civera como Poncia, dirigidas por Manuel Galiana.